# Gare de Duppigheim
Gare de Duppigheim vasútállomás Franciaországban, Duppigheim településen.

## Vasútvonalak
Az állomást az alábbi vasútvonalak érintik:
- Strasbourg–Saint-Dié-vasútvonal

## Kapcsolódó állomások
A vasútállomáshoz az alábbi állomások vannak a legközelebb:
- Gare d’Entzheim-Aéroport (Gare de Strasbourg)
- Gare de Duttlenheim (Gare de Molsheim)